# Jatirejo (Jepon)
Jatirejo is een bestuurslaag in het regentschap Blora van de provincie Midden-Java, Indonesië. Jatirejo telt 1167 inwoners (volkstelling 2010).